# Gypona adusta
Gypona adusta är en insektsart som beskrevs av Fowler 1903. Gypona adusta ingår i släktet Gypona och familjen dvärgstritar. Inga underarter finns listade i Catalogue of Life.